# Ringschluss (Mathematik)
Als Ringschluss wird eine mathematische Beweistechnik bezeichnet, mit der die paarweise Äquivalenz mehrerer Aussagen bewiesen werden kann, ohne alle paarweisen Äquivalenzen direkt beweisen zu müssen.
Um zu beweisen, dass die Aussagen {\displaystyle \varphi _{1},\ldots ,\varphi _{n}} jeweils paarweise äquivalent sind, werden Beweise für die Implikationen {\displaystyle \varphi _{1}\Rightarrow \varphi _{2}}, {\displaystyle \varphi _{2}\Rightarrow \varphi _{3}}, {\displaystyle \dots }, {\displaystyle \varphi _{n-1}\Rightarrow \varphi _{n}} und {\displaystyle \varphi _{n}\Rightarrow \varphi _{1}}  geführt.
Die paarweise Äquivalenz der Aussagen ergibt sich dann durch das logische Prinzip des Kettenschlusses und wird nicht mehr explizit bewiesen.

## Beispiel
Bei {\displaystyle n=4} werden die Beweise für {\displaystyle \varphi _{1}\Rightarrow \varphi _{2}}, {\displaystyle \varphi _{2}\Rightarrow \varphi _{3}}, {\displaystyle \varphi _{3}\Rightarrow \varphi _{4}} und {\displaystyle \varphi _{4}\Rightarrow \varphi _{1}} geführt. Die Äquivalenz von {\displaystyle \varphi _{2}} und {\displaystyle \varphi _{4}} ergibt sich mittels der nicht mehr explizit angegebenen Kettenschlüsse
|               | {\displaystyle \varphi _{2}\Rightarrow \varphi _{3}} |
|               | {\displaystyle \varphi _{3}\Rightarrow \varphi _{4}} |
| Daraus folgt: | {\displaystyle \varphi _{2}\Rightarrow \varphi _{4}} |

|               | {\displaystyle \varphi _{4}\Rightarrow \varphi _{1}} |
|               | {\displaystyle \varphi _{1}\Rightarrow \varphi _{2}} |
| Daraus folgt: | {\displaystyle \varphi _{4}\Rightarrow \varphi _{2}} |

Das heißt {\displaystyle \varphi _{2}\Leftrightarrow \varphi _{4}}.

## Motivation
Die Technik spart vor allem Schreibaufwand. Durch den Verzicht auf die formal notwendigen Kettenschlüsse müssen an Stelle von {\displaystyle n(n-1)} direkten Beweisen für {\displaystyle \varphi _{i}\Rightarrow \varphi _{j}} lediglich {\displaystyle n} direkte Beweise geführt werden. Für den Mathematiker ergibt sich die Schwierigkeit, eine Reihenfolge der Aussagen zu finden, die möglichst elegante direkte Beweise erlaubt.

## Belege
1. ↑  Matthias Plaue, Mike Scherfner: Mathematik für das Bachelorstudium I: Grundlagen und Grundzüge der linearen Algebra und Analysis. Springer-Verlag, 2019, S. 26, eingeschränkte Vorschau  in der Google-Buchsuche.
2. ↑  Werner Struckmann, Dietmar Wätjen: Mathematik für Informatiker: Grundlagen und Anwendungen. Springer-Verlag, 2016, S. 28, eingeschränkte Vorschau in der Google-Buchsuche.
3. ↑  
Reiner Hellbrück: Angewandte Statistik mit R. 3. Auflage. Springer Gabler, Juni 2016, S. 126 (eingeschränkte Vorschau in der Google-Buchsuche).